# Alex Harvey (Amerikaans muzikant)
Thomas Alexander (Alex) Harvey (Brownsville, 10 maart 1941 – Tyler, 4 april 2020) was een Amerikaanse countryzanger, acteur en componist.

## Loopbaan
Harvey studeerde af aan de Murray State University in Kentucky en vertrok daarna naar Nashville. Hij is met name bekend van zijn single To Make My Life Beautiful, die in 1972 werd uitgegeven met Tulsa Turnaround op de B-kant. Harvey schreef enkele bekende liedjes voor Kenny Rogers, waaronder Rueben James. Ook schreef hij nummers voor andere artiesten, zoals Billy Ray Cyrus, Jimmy Buffett, Dusty Springfield en Tanya Tucker.
Op advies van Kenny Rogers ging hij naar Los Angeles om daar acteur te worden. Hij speelde in diverse films en televisieseries, zoals The Rainmaker (1997), The Down Below, Dallas en The Dukes of Hazzard.
In 2015 kwam zijn album en boek Texas 101 uit. 
Harvey overleed op 4 april 2020 op 79-jarige leeftijd.

## Discografie
Albums
- Alex Harvey (1971)
- Souvenirs (1972)
- Alexander Harvey (1974)
- True love (1974)
- Preshus child (1976)
- Purple crush (1977)
- No place but Texas (1988)
- Eden (2007)
- Parachute (2007)
- The Songwriter (2008)

Singles
- To Make My Life Beautiful b/w Tulsa Turnaround (1972)
- Too Late My Love b/w The Sweeter It Grows (1973)
- High Roller (1976)

Liedjes geschreven door Harvey
| Titel                                 | Uitvoerende artiest(en) |
| ------------------------------------- | --- |
| Delta dawn                            | Tanya Tucker Helen Reddy Waylon Jennings Charlie McCoy Teresa Brewer The Statler Brothers Dash Rip Rock Ray Conniff Scott Walker Dottie West Sybersound Kitty Wells |
| All God's lonely children             | Kenny Rogers |
| Baby baby (I know you're a lady)      | David Houston |
| Bluegrass state of mind               | Billy Ray Cyrus |
| Dance in circles                      | Tim Ryan |
| Five dollar dine                      | Chris LeDoux |
| Girl with eyes of green               | Tim Ryan |
| Golden harvest                        | Tim Ryan |
| Hell and high water                   | T. Graham Brown |
| Hoodooin' of Miss Fannie Deberry      | Kenny Rogers |
| Horse with no rider                   | Tim Ryan |
| It's more than honey (that I'm after) | George Hamilton IV |
| Janie please believe me               | Johnny Crawford |
| Key of C                              | Tim Ryan |
| King of oak street                    | Kenny Rogers |
| Makin' music for money                | Kenny Rogers Yancey Jimmy Buffett |
| Molly                                 | Kenny Rogers |
| No place but Texas                    | Willie Nelson |
| Nothin' I can't do                    | Tim Ryan |
| Rueben James Ruben James              | Wanda Jackson The Brandywine Singers Jerry Lee Lewis Conway Twitty Scott Walker Kenny Rogers Lester Flatt                                                           |
| Rings                                 | Lobo Rueben Howell Lonnie Mack Twiggy Leo Kottke Cymarron Cache Valley Drifters Tompall & the Glaser Brothers Mike Gordon                                           |
| Ritual, Morgana Jones                 | Kenny Rogers |
| Say goodbye to Montana                | Don Edwards Tim Ryan Waddie Mitchell |
| Seguro que hell yes                   | Raul Malo Flaco Jiménez |
| Somebody new                          | Billy Ray Cyrus |
| Someone who cares                     | Shirley Bassey Dusty Springfield Percy Faith Perry Como Ivy Violan                                                                                                  |
| Suitcase full of blues                | Kenny Rogers |
| Tell it all brother                   | Kenny Rogers |
| Tulsa turnaround                      | Kenny Rogers Three Dog Night |

## Hitnoteringen

### NPO Radio 2 Top 2000
| Nummer met noteringen in de NPO Radio 2 Top 2000 | '99 | '00 | '01 | '02 | '03 | '04 | '05 | '06 | '07 | '08 | '09  | '10 | '11  | '12  |
| ------------------------------------------------ | --- | --- | --- | --- | --- | --- | --- | --- | --- | --- | ---- | --- | ---- | ---- |
| To Make My Life Beautiful                        | 448 | 359 | 305 | 268 | 453 | 472 | 446 | 617 | 385 | 440 | 1117 | 858 | 1285 | 1720 |

1. ↑  Een vetgedrukt getal geeft de hoogste notering aan.
2. ↑  Deze tabel is bijgewerkt tot en met de laatste editie (2024).